# Omajjadische waterspuwer

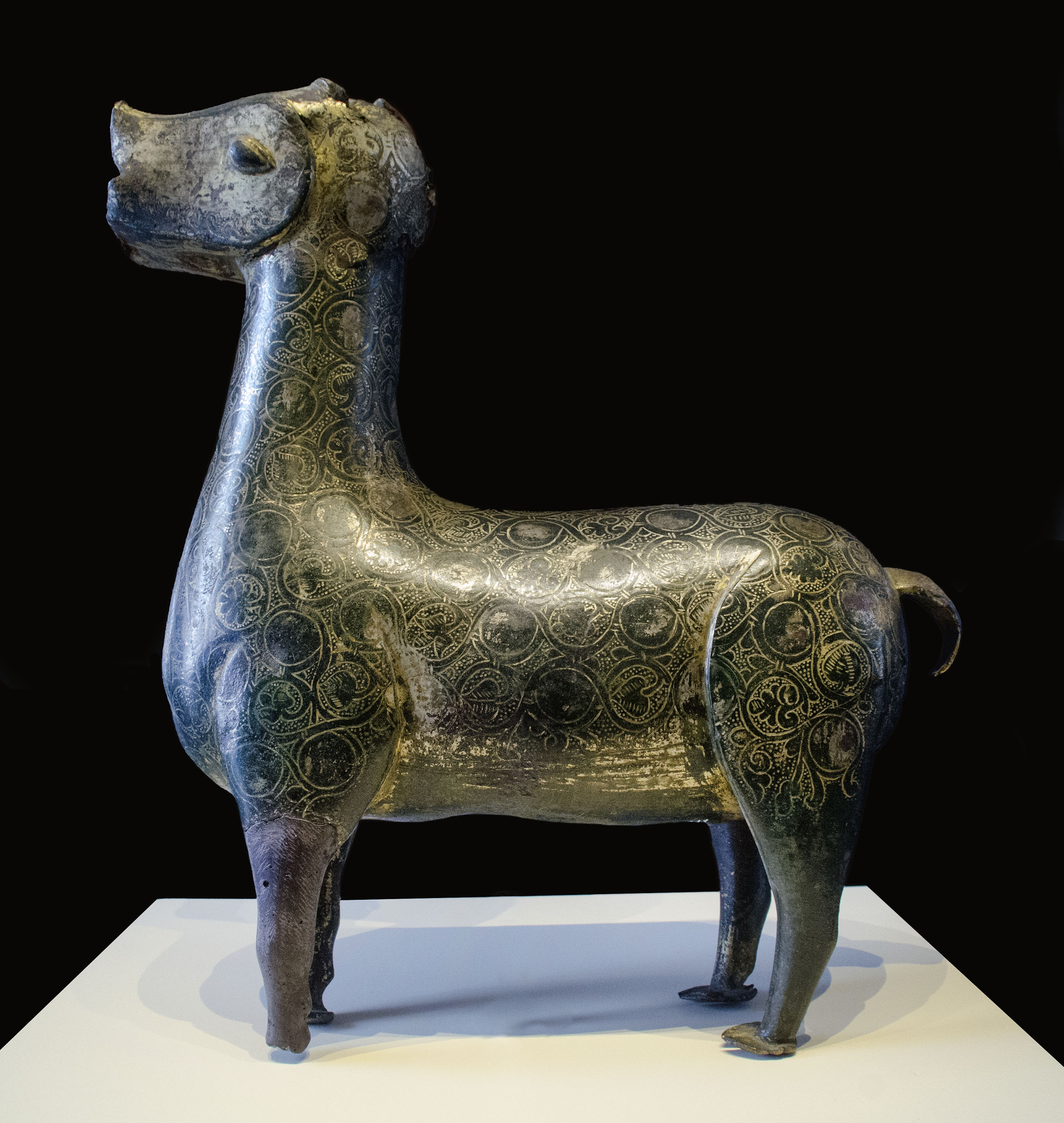
Waterspuwer uit Medina Azahara

De Omajjadische waterspuwer is een waterspuwer van het type van waterspuitende, bronzen dierenplastieken die men in de metaalwerkplaatsen in Córdoba voor fonteinen maakte, volgens de cire-perdue-techniek. Ze hebben een eenvoudige en compacte vorm, waarbij het oppervlak wordt gevuld met repeterende rankmotieven die het abstracte, decoratieve effect van het beeld nog eens versterken. Opvallend zijn de ovaalvormige ogen die ook bij artefacten van hetzelfde type terug te vinden zijn. Het beeldhouwwerk staat op een holle voet verbonden met een cilindrische buis waarlangs het water passeert en langs de mond zijn weg naar buiten vindt. Het beeldje stelt een hert voor waarvan de horens zijn verdwenen. De gaten waar ze ooit waren verankerd aan de kop zijn zichtbaar.
Onder de Spaanse Omajjaden werd er gestreefd naar erkenning door de christelijke vorsten in Noord-Spanje en de Byzantijnse keizer. De kaliefen meenden dat dit best te bereiken was door bouwen van monumentale gebouwen en het gebruik van luxueuze gebruiksvoorwerpen. Het meest spectaculaire voorbeeld hiervan was de paleisstad Medina az-Zahra met zijn tuinen en waterbassins. De fonteinen met waterspuwende sculpturen in metaal of steen moeten een verfrissend en mooi schouwspel geweest zijn. In deze periode ontwikkelde zich langzamerhand de typische islamitische kunst. Door deze nieuwe dynamiek ontstond een artistieke elite van voormalige slaven.
De waterspuwer werd voor het eerst ontdekt in de Medina Al-Zahra site en werd doorgegeven naar het dichtbijgelegen klooster van San Jerónimo de Valparaíso. Delen van het klooster zijn gebouwd met recuperatiemateriaal uit de Medina Al-Zahra site. Nu is het artefact terug te vinden in het Archeologisch Museum van Cordoba.